# Paradynomene
Paradynomene is een geslacht van kreeftachtigen uit de klasse van de Malacostraca (hogere kreeftachtigen).

## Soorten
- Paradynomene demon McLay & Ng, 2004
- Paradynomene diablo McLay & Ng, 2004
- Paradynomene quasimodo McLay & Ng, 2004
- Paradynomene rotunda McLay & Ng, 2004
- Paradynomene teufel McLay & Ng, 2004
- Paradynomene tuberculata Sakai, 1963